# Fisksätra
Fisksätra est une localité de Suède dans la commune de Nacka située dans le comté de Stockholm.
Sa population était de 8 185 habitants en 2019.